# Rumsmalva
Rumsmalva (Anisodontea capensis) är en malvaväxtart som först beskrevs av Carl von Linné, och fick sitt nu gällande namn av D.M. Bates. Enligt Catalogue of Life ingår Rumsmalva i släktet rumsmalvor och familjen malvaväxter, men enligt Dyntaxa är tillhörigheten istället släktet rumsmalvor och familjen malvaväxter. Arten förekommer tillfälligt i Sverige, men reproducerar sig inte. Inga underarter finns listade i Catalogue of Life.

## Bildgalleri

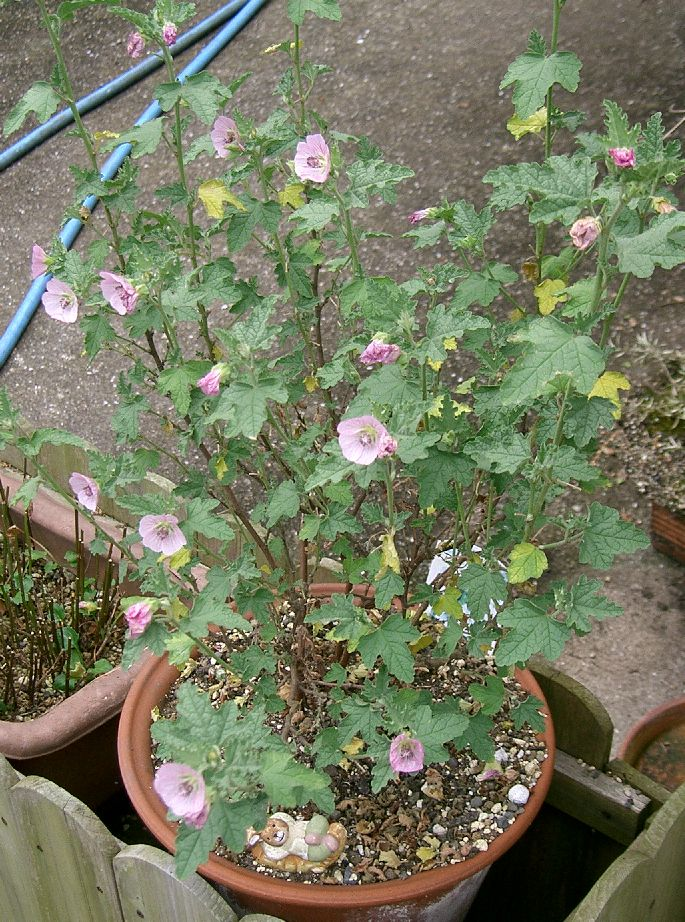
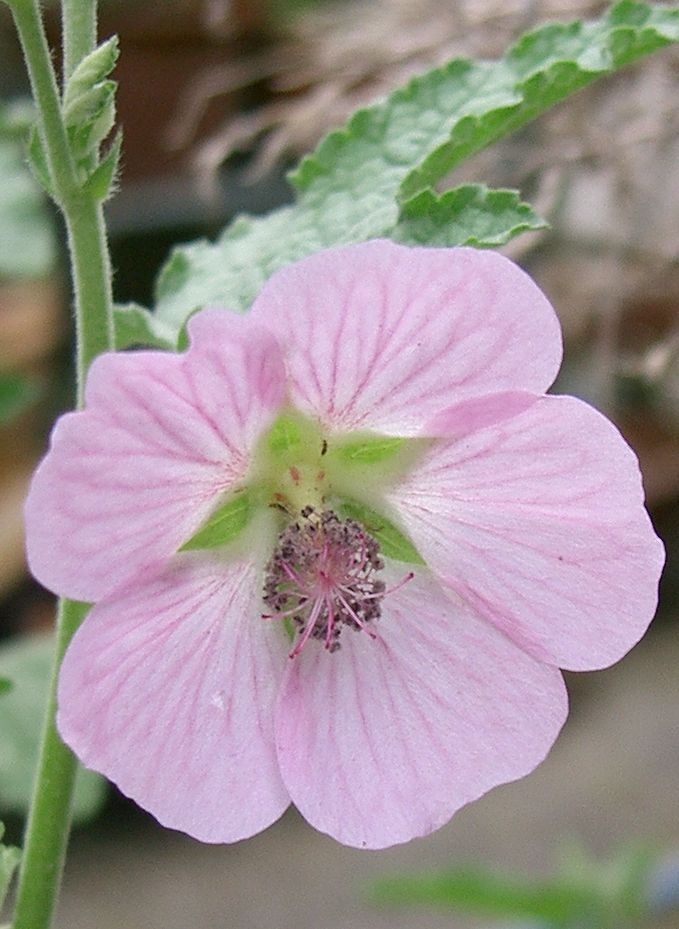
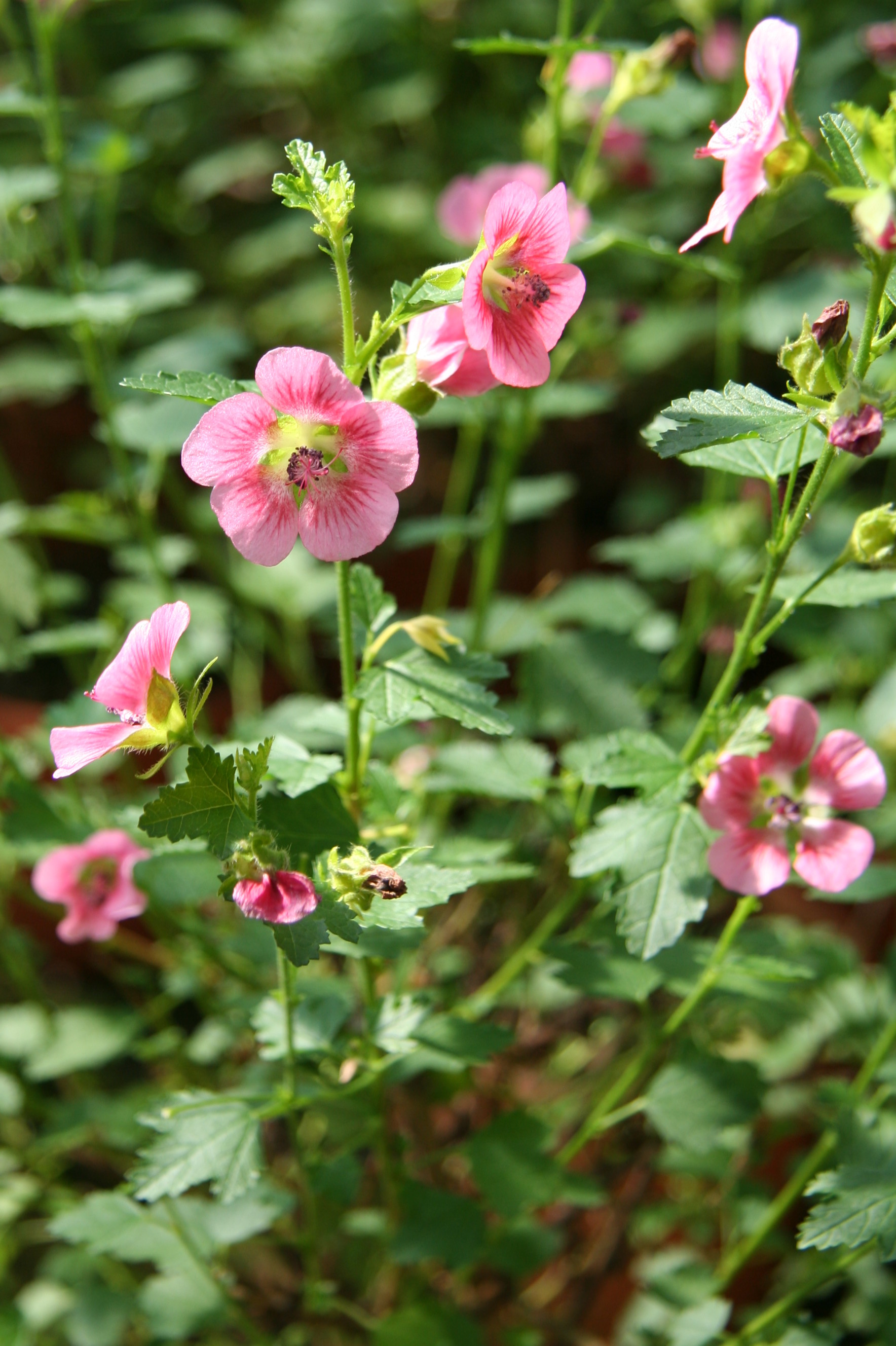